# Battaglia di Adrianopoli (378)
La battaglia di Adrianopoli ebbe luogo presso l'omonima città, sita nella provincia romana della Tracia, il 9 agosto 378 e si concluse con l'annientamento dell'esercito romano guidato dall'imperatore d'Oriente Valente ad opera dei Visigoti di Fritigerno.

## Contesto storico
Nell'anno 376 gruppi di Goti, sotto la spinta degli Unni, chiesero all'imperatore d'Oriente Valente il permesso di oltrepassare il fiume Danubio: Valente, nonostante alcune perplessità, accettò la richiesta, allettato dalla prospettiva di ottenere nuove braccia per coltivare le terre incolte e nuovi guerrieri per rinfoltire le file dell'esercito romano. Il sovrano, secondo alcune fonti antiche, pose quali condizioni la conversione dei Goti al cristianesimo, il disarmo dei guerrieri e la consegna di bambini come ostaggi; i Goti avrebbero avuto in cambio terre da coltivare e sussidi dall'Impero.
Tuttavia la gran confusione in cui si svolsero le operazioni di trasbordo impedì il conteggio dei Goti, il cui numero era stato probabilmente sottostimato dalle autorità imperiali. Inoltre, la cattiva organizzazione non consentì ai Romani di provvedere efficacemente al disarmo dei guerrieri, mentre funzionari imperiali corrotti, all'insaputa dell'imperatore, rivendevano altrove le derrate stanziate per le popolazioni appena accolte, in breve ridotte alla fame ed alla miseria. Dopo essere stata costretta in condizioni di vita estremamente precarie sulla riva occidentale del Danubio, in attesa che giungessero istruzioni dell'imperatore da Antiochia, la moltitudine di profughi proseguì verso Marcianopoli, presso la quale tuttavia non era stata allestita alcuna misura di accoglienza: gli abitanti della città non permisero neppure ai Goti affamati di approvvigionarsi. Ciò provocò le ire dei barbari, i quali si ribellarono alle guardie romane che cercavano di riportarli all'ordine.
Mentre fuori dalle mura cittadine era già esplosa la battaglia tra i Goti inferociti e i soldati romani, nel palazzo del comes Thraciae Flavio Lupicino (comandante delle forze militari della regione e responsabile delle operazioni di trasferimento) si verificò, al termine di un lauto banchetto, il tentativo di assassinare il capo goto Fritigerno assieme agli altri capitribù lì riuniti su concessione dell'imperatore. Il piano di Lupicino fallì e Fritigerno riuscì con un espediente a raggiungere la sua gente, alla quale comunicò che i Romani avevano violato i patti e che ormai era in atto un conflitto.
Nei giorni che seguirono gli incidenti, i Goti iniziarono l'opera di razzia nelle campagne circostanti. Lupicino intanto non volle informare l'imperatore degli eventi e preferì agire da solo. Raggruppò le truppe di stanza nella regione e decise di affrontare Fritigerno a pochi chilometri da Marcianopoli. Lo schieramento romano non resse l'urto dei barbari e gradualmente cedette sotto i colpi dei Goti: la disfatta fu totale, Lupicino fu costretto a ripiegare a Marcianopoli e i Goti vincitori, secondo la testimonianza dello storico Ammiano Marcellino, "si sparpagliarono ai quattro angoli della Tracia, mentre i loro prigionieri o quelli che gli si erano arresi indicavano loro i villaggi più ricchi [...] ovunque furono appiccati incendi e commessi grandi massacri".
Valente, a questo punto, decise di affidare il comando delle operazioni ai generali Traiano e Profuturo, i quali progettarono di seguire da vicino i movimenti dei Goti e di attaccarli presso una località chiamata Ad Salices quando si fossero rivelati più vulnerabili, cioè nel momento in cui, dopo la notte passata racchiusi nel cerchio dei loro carri, si sarebbero organizzati per riprendere la marcia. La mossa fu però intuita da Fritigerno: l'effetto sorpresa dell'attacco romano svanì e i due eserciti si scontrarono: dalla battaglia dei Salici non emerse un vero vincitore e tutte e due le parti subirono pesanti perdite.
I generali romani, dopo lo scontro, decisero di adottare una nuova strategia: avrebbero indietreggiato fino agli Haemus (i monti Balcani) e si sarebbero arroccati sulle loro cime. Per impedire ai Goti di avanzare furono costruite fortificazioni in corrispondenza dei passi montani e, per alcuni mesi, l'esercito romano vi rimase a presidio. I Goti ben presto si resero conto di avere l'accesso sbarrato alla ricca Tracia meridionale e che sarebbero stati costretti a passare l'inverno nelle terre del nord, abbandonate dalla popolazione in preda al terrore ai tempi delle prime razzie e in quel momento prive di risorse. Le rive del Danubio a nord erano tuttavia sguarnite e i Goti capirono di poter chiedere rinforzi: risposero al loro richiamo alcuni contingenti di Alani, i quali passarono il fiume e si unirono a Fritigerno.
Il nuovo comandante romano Saturnino, intanto, timoroso di poter rimanere accerchiato se i Goti fossero riusciti ad aggirare i passi e a causa dell'approssimarsi della stagione fredda, fece arretrare l'esercito verso la pianura e decise che avrebbe passato l'inverno nelle città fortificate in attesa della primavera, quando le operazioni si sarebbero potute riprendere con il favore di migliori condizioni climatiche. L'orda gota a questo punto poté fluidamente attraversare le montagne e riversarsi nelle campagne della bassa Tracia, dando inizio ad una nuova stagione di saccheggi e distruzioni.
La situazione stava precipitando e nessuno dei generali incaricati si era dimostrato determinante per la risoluzione della crisi. L'imperatore allora, ottenuta una tregua con i Persiani sul fronte mediorientale e concordato l'aiuto militare dell'imperatore d'Occidente Graziano, decise di raggiungere Costantinopoli. Nella capitale, dove egli non amava restare per lunghi periodi a causa delle tensioni con la popolazione (dovute anche a motivi di carattere religioso), affidò al generale Sebastiano il comando delle operazioni. Sebastiano attuò una strategia di controguerriglia, cercando di rintracciare i piccoli gruppi di barbari che razziavano la zona e di affrontarli separatamente.
La fase finale dello scontro era comunque giunta: dopo essersi inizialmente diretti lungo il fiume Tundža in direzione di Cabyle (dove Fritigerno aveva radunato le sue forze) ed aver sventato un tentativo di aggiramento da parte dei Goti, i Romani decisero di aspettare presso Adrianopoli la discesa in pianura del nemico. Eretto un accampamento fortificato alle porte della città, la sera prima della battaglia dovettero decidere se attaccare subito il nemico o attendere l'arrivo dei rinforzi di Graziano: il magister equitum Vittore consigliò a Valente di attendere.

## Battaglia
Alla fine Valente, per non dover dividere il successo con il collega Graziano, che stava sopraggiungendo in forze, decise di dirigersi da solo contro i Goti: egli disponeva probabilmente di 40 000 soldati contro un'orda di circa 50 000 fanti e altri 50 000 cavalieri Goti e Alani. Una volta arrivato presso il cerchio di carri goto, Valente passò alcune ore a dispiegare in campo l'esercito.
In questa fase furono comunque avviate trattative di pace: l'imperatore ricevette infatti una delegazione di preti cristiani ariani, che gli consegnarono una lettera da parte di Fritigerno nella quale si prendeva in considerazione l'ipotesi di intavolare delle trattative sulla consegna ai Goti di terre come era stato loro promesso ai tempi del trasbordo del Danubio. Ma il capo goto, in realtà, volle rimandare il più possibile l'inizio della battaglia (cosa di cui è certo Ammiano Marcellino) nella speranza che ritornassero in tempo le squadre di cavalleria che si erano allontanate per foraggiare.
Ad un tratto accadde l'imprevisto: due reparti di cavalleria leggera romana schierati sull'ala destra e composti da arcieri a cavallo, giunti a tiro dei barbari, attaccarono di propria iniziativa: il gesto diede inizio alla battaglia. I Romani erano disposti con la fanteria al centro e la cavalleria sulle ali, mentre la fanteria gota era schierata poco distante dal cerchio di carri. L'attacco della cavalleria romana indusse però a intervenire le squadre di cavalleggeri goti e alani. Gli arcieri a cavallo romani furono sopraffatti e fu necessario l'intervento dei catafratti (cavalieri corazzati). I Romani comunque avanzarono fino ad arrivare addosso ai fanti, ma si resero conto che non erano stati seguiti dal resto della cavalleria: i reparti di Valente, in inferiorità numerica, furono massacrati.
I due schieramenti intanto continuavano a scontrarsi; fu la cavalleria gota a rompere gli equilibri e a colpire il fianco sinistro romano che era rimasto scoperto. I fanti romani, schierati in ordine compatto e con scarso margine di manovra, non potevano reggere prolungatamente l'urto e alla fine la loro formazione, dopo una strenua resistenza iniziale, si sfaldò e si dette alla fuga. Valente rimase fino al calar delle tenebre a comandare le ultime legioni rimaste compatte (quella dei Lanciarii e quella dei Mattiarii); ma ad un certo momento lo stesso imperatore rimase ucciso e i resti delle forze romane andarono allo sbando.
Non si è mai saputo di preciso in che modo l'imperatore morì: forse fu colpito da una freccia o forse, come si raccontò dopo la battaglia, bruciò vivo nell'incendio di una fattoria nella quale, ferito, si era riparato nottetempo e a cui i Goti avevano dato fuoco; con lui caddero anche due comites (Sebastiano e Traiano), tre duces, trentacinque tribuni e circa 30000 soldati persero la vita. In seguito alla vittoria i barbari dilagarono nei territori intorno alla città compiendo ogni genere di razzie e massacrando le popolazioni romane.
Il magister equitum Vittore si salvò e portò la notizia della sconfitta a Graziano, rimasto a oltre trecento chilometri dal campo di battaglia.

### Comandanti romani
- Valente
  - Ricomere, comes domesticorum di Graziano, sopravvissuto alla battaglia
  - Sebastiano, magister peditum, morto nella battaglia
  - Vittore, magister equitum, sopravvissuto alla battaglia
  - Equizio, tribunus et cura palatii, morto nella battaglia
  - Bacurio, tribunus sagittariorum, sopravvissuto alla battaglia
  - Traiano, magister peditum, morto nella battaglia
  - Saturnino, magister militum vacans, sopravvissuto alla battaglia
  - Lupicino, comes rei militaris, probabilmente morto nella battaglia

## Conseguenze
Dopo la sconfitta delle legioni romane, Teodosio (chiamato alla guida dell'impero d'Oriente da Graziano dopo la morte di Valente) e i suoi successori adottarono una nuova strategia di contenimento nei confronti dei barbari. In seguito a quest'evento, traumatico per la direzione imperiale e per il sistema romano nel suo complesso, gli imperatori, incapaci di fermare le invasioni militarmente, cominciarono ad adottare politiche di accomodamento basate sui sistemi della hospitalitas e della foederatio, ovvero su meccanismi che consentissero l'integrazione e l'assimilazione delle genti che premevano lungo il limes romano. La battaglia, inoltre, accelerò quel processo di apertura all'immigrazione barbarica delle popolazioni d'oltre Danubio che richiedevano di stabilirsi nell'Impero.
Adrianopoli innescò un circolo vizioso per il quale le forze militari romane iniziarono a fare affidamento, in modo sempre più esclusivo, sull'apporto dei soldati di origine barbarica, al punto che l'esercito giunse ad essere costituito, in larga parte, da mercenari e truppe barbare romanizzate e da non poter prescindere dall'impiego di dediticii. La battaglia segnò l'inizio del percorso che avrebbe portato alla caduta definitiva della parte occidentale dell'Impero e al suo sfaldamento.
L'incapacità di far fronte a queste domande, il rafforzarsi della posizione dei comandanti barbari i quali disponevano, spesso, di un proprio e autonomo esercito all'interno dell'impalcatura militare romana, e l'acuirsi della forma del ricatto costituirono i punti deboli del potere romano. Questo processo fu contrastato e arrestato con successo alla metà del V secolo nella Pars Orientis dell'impero, mentre in occidente si svilupperà incontrastato finché il generale dell'esercito romano Odoacre, eliminato il magister militum praesentalis Flavio Oreste e deposto l'imperatore Romolo Augusto, nel 476, inviò le insegne imperiali nell'impero d'oriente sancendo formalmente la fine dell'impero romano d'Occidente.